# Crematogaster cuvierae
Crematogaster cuvierae är en myrart som beskrevs av Horace Donisthorpe 1945. Crematogaster cuvierae ingår i släktet Crematogaster och familjen myror. Inga underarter finns listade i Catalogue of Life.